# جان چیزاورایت
جان چیزاورایت (انگلیسی: John Cheesewright؛ زادهٔ ۱۲ ژانویهٔ ۱۹۷۳) بازیکن فوتبال اهل بریتانیا است.
از باشگاه‌هایی که در آن بازی کرده‌است می‌توان به باشگاه فوتبال کولچستر یونایتد، باشگاه فوتبال تاتنهام هاتسپر، باشگاه فوتبال ساوتند یونایتد، باشگاه فوتبال لندن تایگرز، باشگاه فوتبال والتام فورست، باشگاه فوتبال براینتری تاون، باشگاه فوتبال رومفورد، باشگاه فوتبال سنت آلبنز سیتی، باشگاه فوتبال بیرمنگام سیتی، باشگاه فوتبال ویمبلدون، باشگاه فوتبال بارنت، باشگاه فوتبال داگنم و ردبریج، باشگاه فوتبال هیبریج، باشگاه فوتبال اتون مانور، باشگاه فوتبال وایکام واندررز، و باشگاه فوتبال آلدرشات تاون اشاره کرد.